# Захаров Віктор Сергійович
Віктор Сергійович Захаров (8 січня 1994, м. Київ, Україна) — український хокеїст, нападник. Гравець клубу «Сокіл» (Київ).
Колишні клуби — «Сокіл Київ», «Донбас Донецьк», «Бейбарис» (Атирау), «Іртиш» (Павлодар), «Легіон» (Калуш).
У складі юніорської збірної України учасник двох чемпіонатів світу: 2011 (дивізіон II), 2012 (дивізіон ІВ)
У складі молодіжної збірної України учасник трьох чемпіонатів світу: 2012 (дивізіон IIA), 2013 (дивізіон ІВ), 2014 (дивізіон ІВ). 
У складі національної збірної України учасник шести чемпіонатів світу: 2013 (дивізіон ІВ), 2014 (дивізіон ІА), 2015 (дивізіон ІА), 2016 (дивізіон ІВ), 2018 (дивізіон ІВ), 2024 (дивізіон ІВ).
Досягнення
- Чемпіон світу до 18-ти років у дивізіоні II (2011).
- Чемпіон світу до 20-ти років у дивізіоні ІІ (2012).
- Чемпіон світу у складі національної збірної у дивізіоні ІВ (2013, 2016, 2024)
- Чемпіон України (2013, 2016, 2017, 2018, 2019, 2021, 2024).
- Чемпіон Казахстану (2015)